# Medway (rivière d'Angleterre)
La Medway, rivière dont le cours se situe presque en totalité dans le comté de Kent, s'écoule sur 113 km depuis l'ouest du comté de Sussex jusqu'à son débouché dans l'estuaire de la Tamise.

## Géographie
Son bassin hydrographique, avec une superficie de 2 409 km2, est le plus important du sud de l'Angleterre. Une multitude de cours d'eau d'importance variable l'alimentent : ils drainent les Downs du Nord, le Weald et la forêt d'Ashdown.
La rivière a été fortement marquée par l’activité humaine au fil des siècles : ses berges abritent de nombreux sites historiques ; la Medway est un axe fluvial important ; les moulins à eau, relayés par les barrages hydroélectriques, ont façonné le paysage. Toutefois, le front de rivière a conservé un aspect vert et constitue toujours un pôle touristique et de loisir apprécié.

## Histoire
Le peintre Turner la représente dans le tableau Stangate Creek, sur la rivière Medway qui fait partie d'une série Les Rivières d'Angleterre en 1823-1824. C'est une aquarelle sur papier conservée à la Tate Britain à Londres

## Fable
Il existe en anglais une phrase référant aux gentilés et associée avec la rivière : « Les hommes kentiques (Kentish Men) habitent à l'ouest de la Medway ; et les hommes de Kent (Men of Kent) habitent à l'est de la Medway ».